# ヨハン・ネポムク・ダーフィト
ヨハン・ネポムク・ダーフィト（Johann Nepomuk David、1895年11月30日 - 1977年12月22日）は、オーストリアの作曲家。

## 経歴
エフェルディング出身。幼時から聖歌隊に在籍し、その後小学校教師となった。そのかたわら1921年から翌年にかけて、ウィーン大学とウィーン音楽院でヨーゼフ・マルクスとグイド・アドラーに師事し、さらにヨーゼフ・マティアス・ハウアーとアルノルト・シェーンベルクに個人的に学んだ。1926年にバッハ合唱団を結成し、1930年からはヴェルスの教会オルガニストを務めた。
1934年からライプツィヒ音楽院で音楽理論や作曲を教え、また合唱指揮を行い、1942年には院長代理に就任した。政治に無関心だったのでナチス・ドイツ時代には器楽曲が作曲の中心となった。1943年からライプツィヒが空爆におけるようになると、ザクセン州クリミッチャウに疎開し、1944年8月まで学院の活動を継続した。また同月にアドルフ・ヒトラーの「天才名簿（„Gottbegnadeten-Liste"）」に掲載され、戦時動員から解放されている。
戦後は1945年から1947年までザルツブルク・モーツァルテウム大学で作曲の教授や合唱指揮者を務めた後、1948年にシュトゥットガルト音楽演劇大学の理論と対位法の教授となり、1963年まで在任した。その間、フランツ・リスト賞やオーストリア国家賞を受賞している。
教え子にはヘルムート・エーダーやヘルムート・ラッヘンマンなどがいる。

## 作品

### 交響曲・管弦楽曲
- 交響曲第1番イ短調 Op.18（1937）
- 交響曲第2番 Op.20（1938）
- 交響曲第3番 Op.28（1941）
- 交響曲第4番 Op.39（1948）
- 交響曲第5番 Op.41（1951）
- 交響曲第6番 Op.46（1954）
- 交響曲第7番 Op.49（1957）
- 交響曲第8番 Op.59（1964-65）

- 弦楽のための協奏曲第1番 Op.40-1（1950）
- 弦楽のための協奏曲第2番 Op.40-2（1951）
- 小管弦楽のための短い交響曲 Op.47（1955）
- 弦楽のためのシンフォニア Op.54（1959）
- シャコンヌ Op.71（1972）
- 弦楽のための協奏曲第3番 Op.74（1974）

### 協奏曲
- ヴァイオリンとチェロのための二重協奏曲 Op.19（1938）
- ヴァイオリン協奏曲第1番 Op.45（1952）
- ヴァイオリン協奏曲第2番 Op.50（1957）
- ヴァイオリン協奏曲第3番 Op.56（1961）
- メランコリア - ヴィオラと室内オーケストラのための Op.53（1958）
- オルガン協奏曲 Op.61（1965）
- ヴァイオリンとチェロとオーケストラのための協奏曲 Op.68（1969）

### 器楽曲
- フルートとヴィオラのためのソナタ Op.32-1（1943）
- チェロ独奏のための2つのソナタ Op.31-4（1947）
- クラリネットとヴィオラのためのソナタ Op.32-4（1948）
- ヴィオラ・ソナタ Op.31-3（1947）
- ヴァイオリン・ソナタ第2番 Op.58（1963）
- フルート、ヴァイオリンとチェロのための三重奏曲 Op.73（1974）
- ヴァイオリンとオルガンのためのソナタ Op.75（1975）

### 声楽曲
- スターバト・マーテル - 混声合唱のための（1927）
- ドイツ・ミサ曲 - 混声合唱のための Op.42（1952）
- レクイエム - 独唱合唱と管弦楽のための Op.48（1956）
- 詩篇139番 - 混声合唱のための（1961）

## 著書
- Die Jupiter-Symphonie. Vandenhoeck & Ruprecht, Göttingen 1953.